# Harald Totschnig

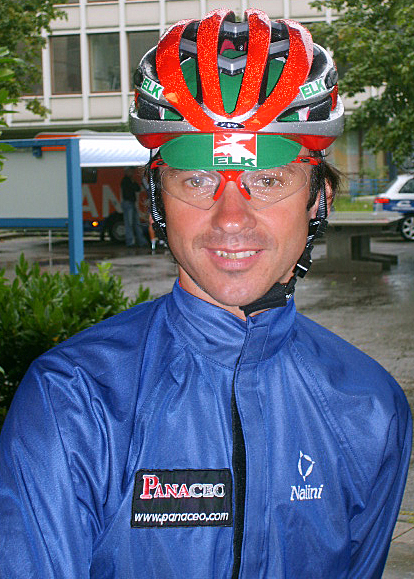
Harald Totschnig vor dem Start zur Deutschland-Tour 2007

Harald Totschnig (* 6. September 1974 in Kaltenbach) ist ein ehemaliger österreichischer Radrennfahrer.

## Sportliche Laufbahn
Seit 2000 fuhr Harald Totschnig Straßenrennen. 2005 wurde er Profi beim österreichischen Professional Continental Team Elk Haus-Simplon. 2010 wechselte er zum Tyrol-Team Radland Tirol.
Nach der Saison 2013 beendete er seine Karriere als Radsportler und kehrte in seinen Ausbildungsberuf als Elektriker zurück.
Zum Jahresende nahm er in den Zillertaler Bergen am Sportspektakel „Rise & Fall“ teil.
Harald Totschnig ist der Bruder des ehemaligen Radprofis Georg Totschnig.

## Teams
- 2004–2009: Elk Haus
- 2010–2013: Tirol Cycling Team

## Erfolge
2007
- Österreichische Staatsmeisterschaft – Berg

2010
- Bergwertung Istrian Spring Trophy
- Österreichische Staatsmeisterschaft – Straße

2013
- Österreichische Staatsmeisterschaft – Straße